# 韩张镇
韩张镇，是中华人民共和国河南省濮阳市南乐县下辖的一个乡镇级行政单位。

## 行政区划
韩张镇下辖以下地区：
南街村、西北街村、小江村、堤口村、罗庄村、召固村、西耿村、侯耿村、贾耿村、赵耿村、大楼村、东五楼村、后五楼村、西五楼村、裴屯村、郭庄村、刘庄村、付庄村、陈庄村、夏庄村、东韩固疃村、西韩固疃村、北高庄村、南高庄村、西吉留疃村、东吉留疃村和南郭村。